# あかぎあい
あかぎ あい（1980年5月9日 - 、本名木谷愛、旧姓・赤木）は、日本の元タレント。宮崎県宮崎市出身。事務所は「アイント」を経て「MILK IT Inc.」に所属していた。

## 来歴
ドラマやバラエティ番組に出演し、2001年4月から2003年3月までMCとして出演した『saku saku』にて知名度が上がる。
saku saku降板後は音楽活動に力を入れていくと公言し、インディーズバンド「LOVE&PEACH」のボーカルとして活動。また所属事務所を移し女優業も行う。しかし、所属事務所やバンドのウェブサイトがしばらく更新されず一時動向がわからなくなった。
2006年、自身のブログで結婚･出産していたことを報告した（2005年12月に第一子の男児を出産）。2009年4月6日から4月10日までの期間限定でsaku sakuに出演。そこで第二子を妊娠したことを明かした（ブログでは2009年2月26日付で既に発表済）。9月15日14時22分（JST）に第二子の男児、2014年7月に第三子を出産した。いずれも男児である。
2015年に受けた取材では家庭に専念するため芸能活動は引退しており、今後復帰することも考えていないと語っている。

## 人物
- 趣味 - ピアノ、ドラム、音楽鑑賞
- 夫はsacraのボーカリスト、木谷雅。
- 父は宮崎県でピアノ運送業の社長をしている。（通称：魔王）
- SMAPの香取慎吾のファンで、上京理由が「香取慎吾と結婚する」だった。（『sakusaku』にて）

## 出演

### テレビ
- 「ねらわれた学園」1997年7月〜9月
- 「君といた未来のために 〜I'll be back〜」1999年1月～3月
- 「炎の消防隊」1997年10月〜12月
- 「号外!!爆笑大問題」1998年4月〜1999年3月
- 「GIRLS²」 1999年4月〜2000年3月
- 「saku saku」2001年4月〜2003年3月、2009年4月6日〜10日、2014年3月28日
- ビーロボカブタック 第17話
- 燃えろ!! ロボコン
- 救急戦隊ゴーゴーファイブ 第15話 松坂ひとみ役
- 真・女神転生 デビルサマナー
- 日立 世界・ふしぎ発見!

### ビデオ
- 「ドラッグストア vol.3」1998年3月
- 「GET LUCK」1999年8月
- 「屍霊」2000年9月

### DVD
- 「sakusaku DVD ver5.5 SP 〜あかぎあい大復活!」 2009年9月

### CM
- 森永製菓「カカオガイ」 1997年12月〜1998年1月
- NTTパーソナル中央 1998年2月〜1999年1月
- 日本ガイシ 1999年1月〜12月
- エーブル不動産 1999年4月〜2000年3月
- マクドナルド 1999年3月〜4月
  - 「てりたまバーガー」 2000年3月〜4月
- 日テレブランド企業CM 2001年8月
- 全国牛乳普及協会 1999年4月〜2000年3月
- ヤマザキ「中華まん」 1999年9月〜2000年2月
- ロート製薬
  - メンソレータム「リフレ」 2000年4月〜9月
  - 「フレディ」 2000年7月〜2001年6月
  - 「リフレア」 2000年4月〜9月
- 日立グループ企業広告 2000年9月〜12月
- KONAMIダンスレボリューション 2000年11月〜2001年4月
- ヤマサ醤油「おべんと作ろうからめるたれ」 2001年3月〜8月
- 三菱電機エアコン「霧が峰」 2001年5月〜7月
- ダイエーOMCカード 2001年6月〜7月
- 日産試乗キャンペーン 2001年11月〜12月
- 朝日新聞「人生はサッカー篇」 2001年5月〜12月

### イベント
- 第16回 全国都市緑化フェア　グリーン博みやざき '99 （1999年5月3日、宮崎市・阿波岐原森林公園）
ステージの上でドラムを叩きながら歌を数曲披露した。